# Cornises de Ca l'Atilà
Les Cornises de Ca l'Atilà és una obra modernista de Sant Pol de Mar (Maresme) inclosa a l'Inventari del Patrimoni Arquitectònic de Catalunya.

## Descripció
Dues cornises i dos marcs són els únics elements que s'han conservat de la casa modernista Ca l'Atilà, realitzats pel paleta de Sant Pol Avi Vila. Aquest, juntament amb l'arquitecte Ignasi Mas, projectaren la majoria de cases d'aquest moment, caracteritzades pel Modernisme rural i de petites dimensions. La importància del mosaic i de la rajola vidriada en l'arquitectura modernista santpolenca es fa evident en aquestes dues cornises i marcs, realitzats amb trencadís de rajola esmaltada de diferents colors que representen formes orgàniques, vegetals (simbòliques) i geomètriques. El valor d'aquest conjunt no és exclusivament decoratiu, sinó que es tracta d'elements protagonistes d'una arquitectura modernista local, amb valor per sí sol com a conjunt pictòric realitzat des d'un treball personal.